# Plogoff
Plogoff (Plougoñ in bretone) è un comune francese di 1 425 abitanti situato nel dipartimento del Finistère nella regione della Bretagna. Il territorio del comune contiene tre piccoli porti adatti a piccole imbarcazioni: Pors-Loubous, Feunten-Aod and Bestrée.
Tra le attività economiche dell'area vi sono il turismo, la cucina pasticciera tradizionale, l'agricoltura e la pesca.

## Economia

### Turismo

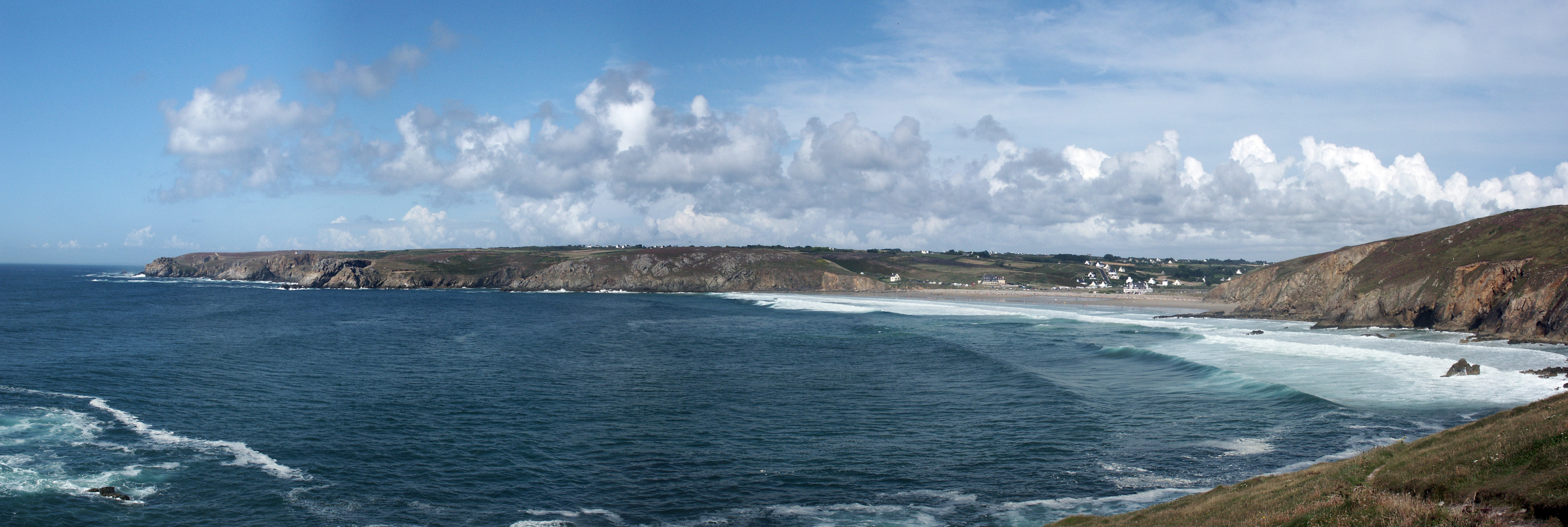
Baia di Trépassés

Il turismo è molto sviluppato a Plogoff per la presenza nell'area di tre località molto famose, Pointe du Raz, Pointe Du Van e la Baia di Trépassés.
Specialmente la prima meta, un promontorio granitico scoglieroso che si affaccia a 75 metri d'altezza sull'Oceano Atlantico e su svariati vari spazzati dalle correnti, è uno dei punti più turistici e noti della Bretagna.

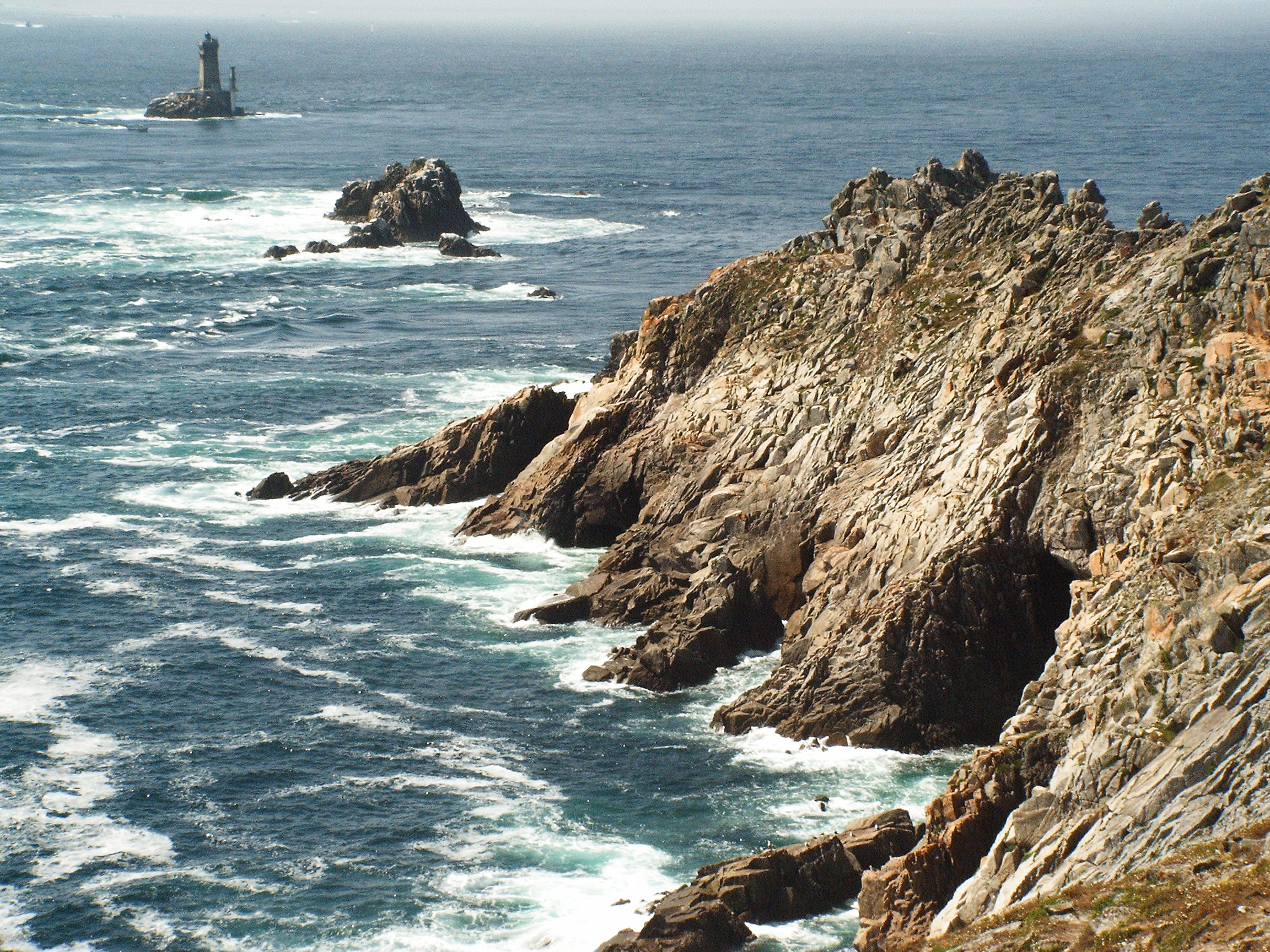
Pointe du Raz
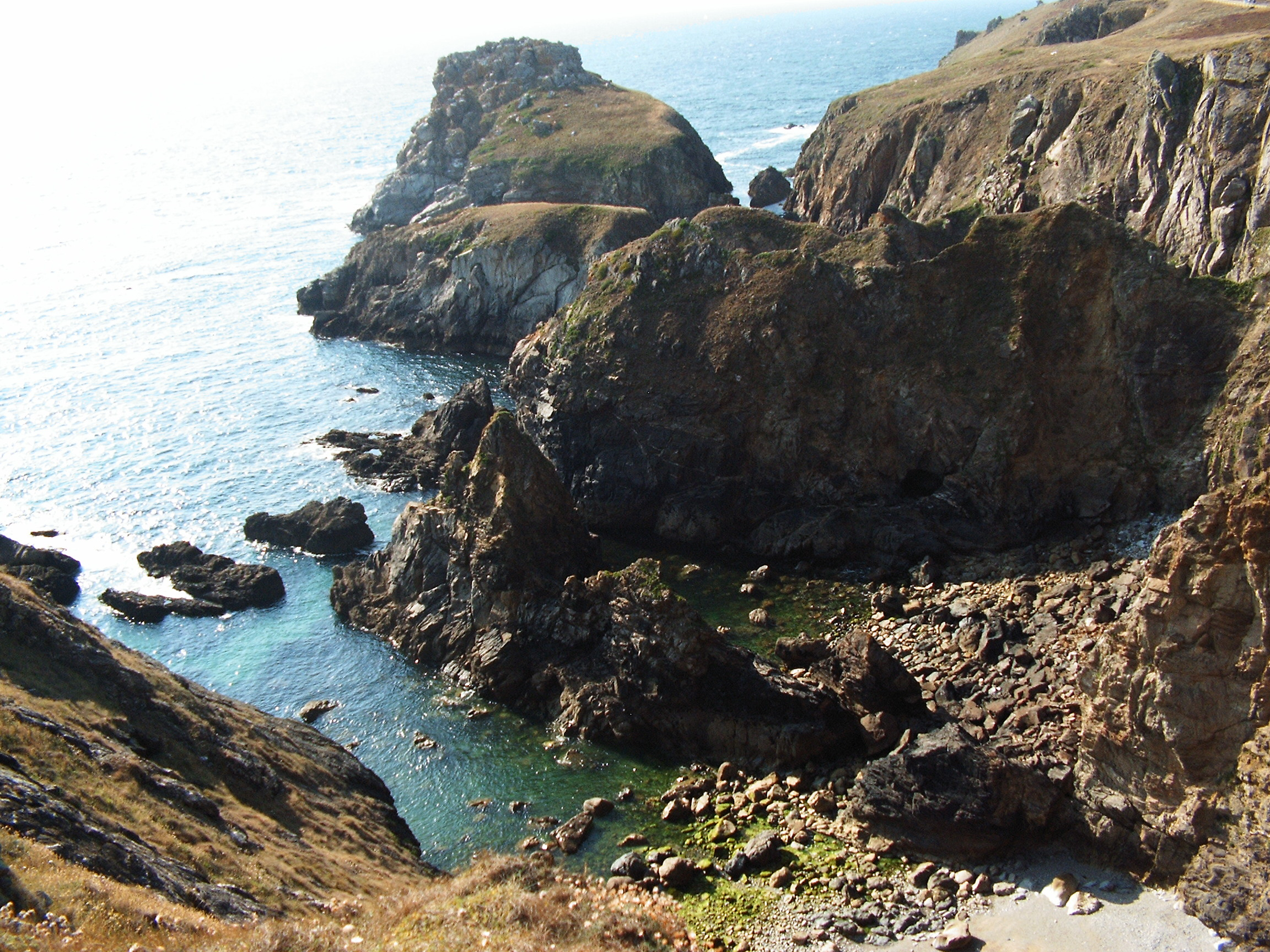
Pointe du Van

## Il progetto della centrale nucleare
Il comune di Plogoff è anche conosciuto perché il gruppo EDF, controllato dallo stato francese, tentò di costruire nel posto una centrale nucleare. Per accrescere il consenso del progetto, fu creata anche una mairie annexe, una sorta di sondaggio pubblico.
Per circa 45 giorni nel 1980, la polizia antisommossa (CRS), la forza armata (GN e alcuni paracadutisti (EPIGN) ebbero violenti scontri con la popolazione per garantire la svolgimento della mairie annexe.
Nonostante le rivolte giornaliere, lo stato comunicò che il sondaggio fu positivo. Tuttavia, alle elezioni presidenziali del 1981, François Mitterrand vinse e bloccò il progetto come aveva promesso in campagna elettorale.

## Società

### Evoluzione demografica
Abitanti censiti